# Vitis peninsularis
Vitis peninsularis är en vinväxtart som beskrevs av Marcus Eugene Jones. Vitis peninsularis ingår i släktet vinsläktet, och familjen vinväxter. Inga underarter finns listade i Catalogue of Life.